# Sultan Dumalondong

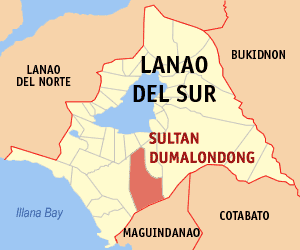
Bản đồ Lanao del Sur với vị trí của Sultan Dumalondong

Sultan Dumalondong là một đô thị ở tỉnh Lanao del Sur, Philippines. Theo điều tra dân số năm 2000 của Philipin, đô thị này có dân số 11.105 người trong 1.326 hộ.

## Các đơn vị hành chính
Sultan Dumalondong được chia ra 7 barangay.
- Bacayawan
- Buta (Sumalindao)
- Dinganun Guilopa (Dingunun)
- Lumbac
- Malalis
- Pagalongan
- Tagoranao